# 포클랜드 제도 의회
포클랜드 제도 의회(Legislative Assembly of the Falkland Islands)는 영국의 해외 영토인 포클랜드 제도의 단원제 입법부 의회이다. 입법부는 2009년 새로운 포클랜드 제도 헌법이 발효되면서 (1845년부터 존재했던) 포클랜드 제도 입법회를 대체했으며, 섬 내 의회의 구성, 권한 및 절차를 규정했다.
의회는 8명의 선출직 의원, 3명의 당연직 의원(행정관, 재무국장, 법무장관) 및 의장으로 구성된다. 당연직 의원은 의회 회의에 참여할 수 있지만 투표할 권리는 없다. 영국군 사령관도 입법부 회의에 참여할 권리가 있지만, 역시 투표할 수는 없다.

## 권한 및 역할
의회 회의는 통상 스탠리 타운 홀의 법원 및 의회 회의실에서 개회되며, 총독이 정한 시간에 시작된다. 헌법에선 매년 최소 한 번의 입법부 회의가 열려야 한다고 명시하고 있지만, 의회는 통상 2~3개월마다 회의를 개회한다. 의회 회의는 지역 라디오 방송국인 포클랜드 제도 라디오 서비스에서 생중계된다.
의회 의원(MLA)은 스탠리에 있는 길버트 하우스에 사무실을 두고 있다.
헌법은 의회에 "포클랜드 제도의 평화, 질서, 선량한 통치"를 위한 입법 권한을 부여한다. 모든 MLA는 법안을 발의하거나 논의를 위한 동의안을 제안할 수 있다. 그러나 의회는 섬의 세금이나 재정에 대한 변경을 가져오는 법안을 제안할 수 없으며, 이는 총독의 허가가 있어야만 가능하다. 예산 관련 법안은 재무국장과 공공 회계 위원회의 권한이며, 재무국 위원회는 입법부에서 선출되며 그들의 제안은 입법부의 투표를 통해 결정된다. 법안을 포함한 대부분의 의회 동의안은 선출직 의원의 단순 과반수로 통과되며, 의장은 캐스팅보트를 갖는다.
의회의 의장은 회기의 진행을 맡는 사람(또는 의장 부재 시 부의장)으로, 의원 투표로 선출한다. 영국 하원 의장과는 달리 포클랜드 의회 의장은 의회 구성원일 필요는 없다. 의장과 부의장은 입법부 임기 동안 선출되지만, 6명 이상의 MLA가 찬성하는 불신임 결의를 통해 해임될 수 있다. 의장 선거 중에는 법무장관이 의장 역할을 한다.
의회는 회의 중 절차에 대한 규정을 명시하는 여러 상임 명령으로 통치된다. 또한, MLA들은 입법부 절차에서 의원 특권을 부여받는다. 영국 하원 사무국장과 유사한 역할을 하는 입법부 사무국장이 있다.
2013년 총선 이후 MLA은 경비만 받는 대신 급여를 받았으며, 이전에 가졌던 직업이나 사업 이권을 포기하고 전일제로 일할 것으로 예상된다.

## 선거
포클랜드에서는 최소 4년에 한 번 총선거가 실시되어야 하지만, 언제든지 재선거를 실시할 수 있다. 대부분의 웨스트민스터 체제와 마찬가지로, 선거 운동은 공식적으로 입법부 해산과 함께 시작된다. 포클랜드에서는 총독이 집행위원회의 요청에 따라 공표로 입법부를 해산한다. 해산 후 70일 이내에 선거가 실시되어야 하며, 총독은 비상시에 한해 선거 전에 해산된 입법부를 소집할 권한을 유지한다.
포클랜드 제도는 캠프와 스탠리 두 선거구로 나뉘어 있다. 캠프는 3명의 선출직 의원을, 스탠리는 5명의 선출직 의원을 선거구 투표 방식으로 선출한다. 스탠리 선거구는 스탠리의 크라이스트 처치 대성당 첨탑에서 3.5마일(5.6 km) 이내의 지역으로 구성되며, 캠프 선거구는 그 외 나머지 영토로 구성된다. 헌법은 선거구와 그 경계를 수정할 수 있도록 허용하지만, 그러한 수정은 섬 주민의 국민투표에서 3분의 2의 찬성으로 동의해야 한다.
선거일 기준으로 18세 이상이며 포클랜드에서 유권자 등록이 되어 있는 모든 사람은 자신이 등록된 선거구에서 입법부 의원으로 선출될 자격이 있다. 입법부는 보통선거를 통해 선출되며, 이는 선거일 기준으로 18세 이상이고, 포클랜드 제도 국민 지위를 가지고 있으며, 영국 시민이고, 선거일 기준으로 포클랜드 제도 거주자인 경우 투표할 수 있음을 의미한다.
어떤 사람이 법에 따라 정신 이상자 또는 성년후견인 역할을 하지 못하는 사람으로 판정되었거나, 최소 12개월 이상의 징역형을 복역 중이거나, 선거 관련 범죄로 유죄 판결을 받았거나, 외국 세력이나 국가에 대한 충성, 복종 또는 지지를 인정한 경우 투표권을 상실할 수 있다. 국왕 폐하의 군대의 정규 구성원도 투표할 수 없다.
의회 선거 또는 투표 또는 출마 자격에 대한 분쟁이 발생할 경우, 포클랜드 제도 대법원이 분쟁을 해결할 관할권을 갖는다.

### 재보궐선거
선출직 입법부 의원이 의회 해산 외의 이유로 자신의 의석을 비우는 경우, 공석을 채우기 위한 재보궐선거가 실시된다. 재보궐선거는 공석 발생 후 70일 이내에 실시되어야 하며, 의회가 126일 이내에 해산될 예정인 경우는 예외이다.

## 현재 구성

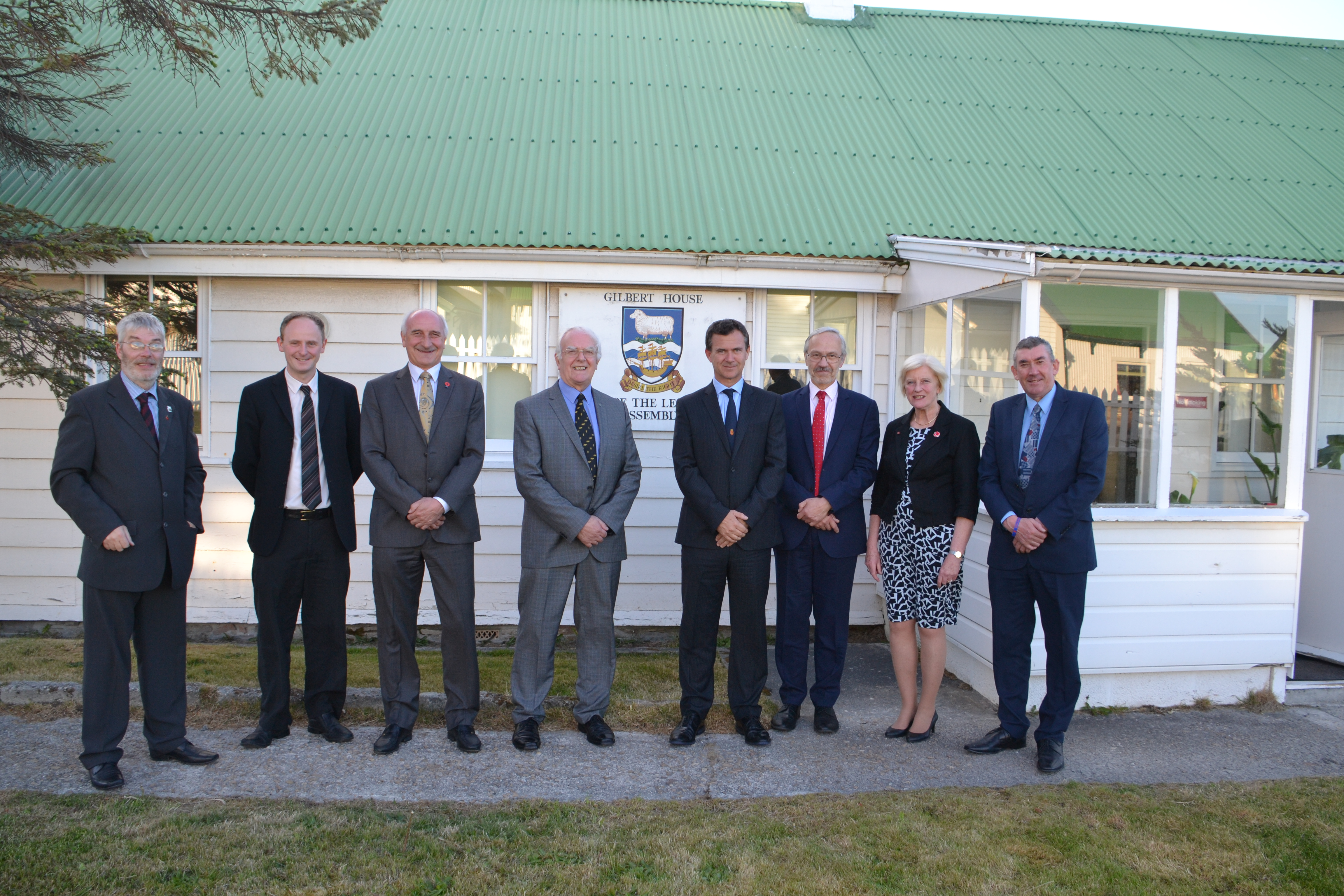
2016년 11월 포클랜드 제도 입법부 의원과 마크 랭커스터 TD MP.

마지막 선거는 2021년 11월 4일에 있었고, 다음 선거는 2025년에 치러질 예정이다. 포클랜드 섬에는 활동하는 정당이 없으므로, 가장 최근 선거에서는 전원 무소속이 선출되었다.

### 선출직 의원
| 의원               | 선거구 | 득표수 |
| ------------------ | ------ | ------ |
| 리오나 비달 로버츠 | 스탠리 | 839    |
| 로저 스핑크        | 스탠리 | 691    |
| 피트 빅스          | 스탠리 | 570    |
| 마크 폴라드        | 스탠리 | 550    |
| 개빈 쇼트          | 스탠리 | 486    |
| 테슬린 바크만      | 캠프   | 184    |
| 이안 한센          | 캠프   | 126    |
| 존 버밍엄          | 캠프   | 122    |

### 기타 관료

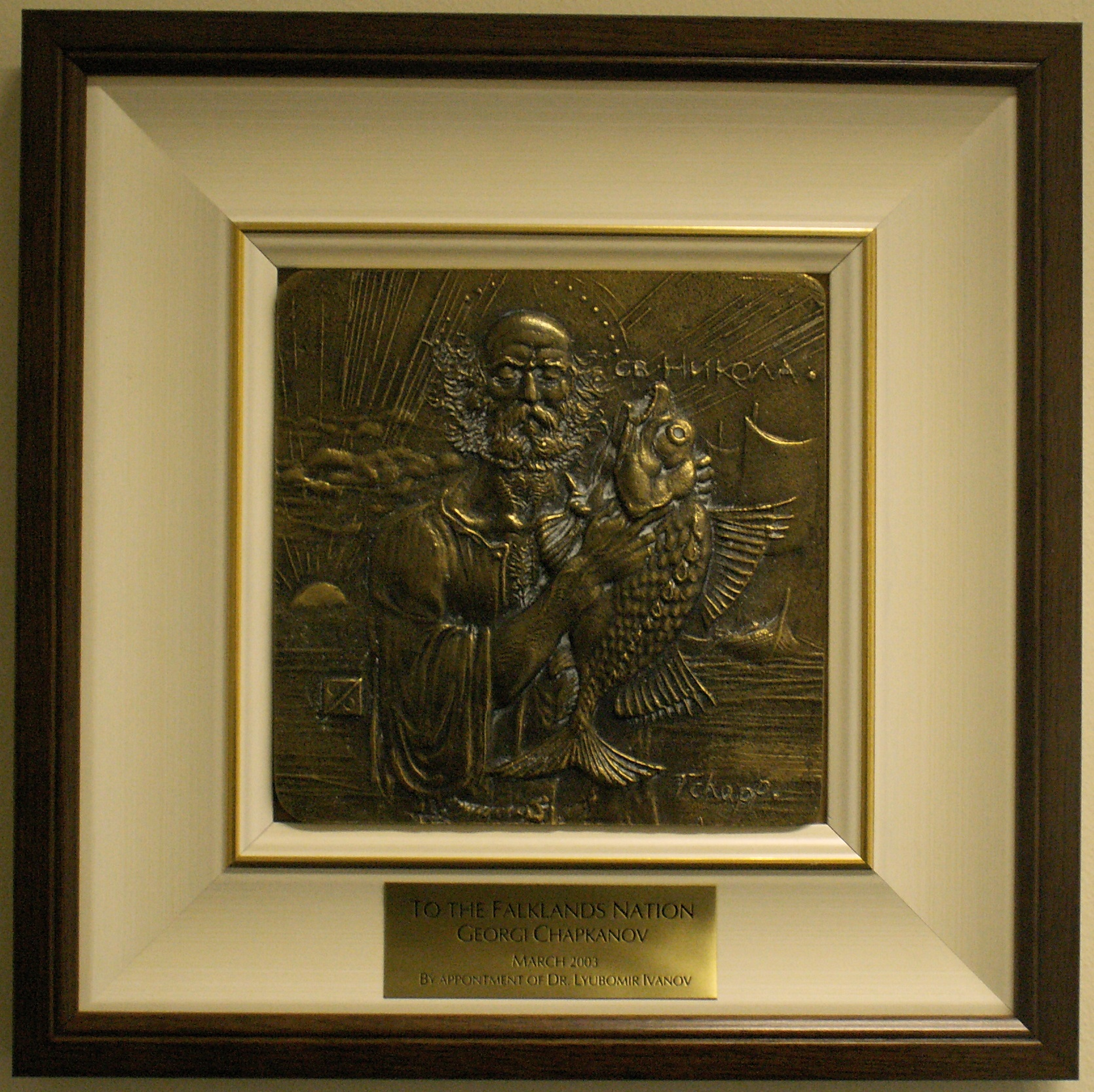
길버트 하우스의 성 니콜라스 이콘. 어부의 수호성인이자 포클랜드 수산업의 수호성인이다.

선출직 의원 외 기타 의원은 급여를 받는 직원으로, 관리위원회 위원이자 의회 공무원에 속한다.
| 의원              | 직책     |
| ----------------- | -------- |
| 안드레아 클라우젠 | 행정관   |
| 제임스 윌슨       | 재무국장 |
| 키스 빌스         | 의장     |
| 사이먼 영         | 법무장관 |

## 선서 또는 확약
헌법 제42조에 따라, MLA는 직무를 수행하기 전에 충성 서약과 직무 서약을 해야 한다. 직무 서약의 문구는 헌법 부록 B에 명시되어 있다.
"나, (이름)은/는 다음과 같이 엄숙히 선서(또는 확약)합니다. 나는 국왕 찰스 3세 폐하, 그분의 상속인 및 후계자, 그리고 포클랜드 제도 주민을 성실히 섬길 것이며, 입법부 의원으로서 포클랜드 제도에 시행 중인 헌법 및 기타 법률을 지지할 것입니다. 신이여 도우소서."

## 참고 문헌
- “포클랜드 제도 정부 입법부 웹사이트”. falklands.gov.fk. 2010년 6월 13일에 확인함.
- “2008년 포클랜드 제도 헌법 명령” (PDF). falklands.gov.fk. 2009년 1월 1일. 2009년 11월 23일에 원본 문서 (PDF)에서 보존된 문서. 2010년 6월 13일에 확인함.